# 岡田桃佳
岡田 桃佳（おかだ ももか、1998年4月6日 - ）は、TVQ九州放送のアナウンサー。元山形テレビ（YTS）のアナウンサー。

## 来歴・人物
- 激辛料理好き。趣味は五円玉集め（賽銭用）
- 特技は水泳で、小学生・中学生時代は水泳で岡山県1位になったこともある。
- 岡山県立勝山高校、青山学院大学法学部を卒業。大学卒業後の2021年4月に山形テレビに入社。
- その後、2023年2月にYTSを退社し、同年3月よりTVQ九州放送へ移籍[1]。

## 現在の担当番組
- ぐっ!ジョブ
- テレQニュースPLUS
- ブルーリバーの望むところだ!
- 園芸させてもらえませんか？
- なにみる?
- ホークスプラス
- 福岡お役立ち情報バラエティたくなる - ナレーション
- はてなのてん - ナレーション